# Erregerstrom
Der Erregerstrom {\displaystyle I_{E}} fließt in der Erregerwicklung einer rotierenden elektrischen Maschine (Motoren, Generatoren oder Umformer). Er ist ein Gleichstrom und erzeugt ein magnetisches Erregerfeld.
Je nach Art und Aufbau der elektrischen Maschine wirkt entweder die Läufer- oder die Statorwicklung als Erregerwicklung.
Bei Synchronmaschinen kann über den Erregerstrom das Blindleistungsverhalten der Maschine gesteuert werden.
Die Erregerfelder lassen sich auch durch Permanentmagnete erzeugen. Das ist technisch jedoch nicht immer sinnvoll, da sich z. B. bei der Permanenterregung einer Synchronmaschine das Blindleistungsverhalten nicht mehr beeinflussen lässt.